# Guida ambientale escursionistica
In Italia la Guida Ambientale Escursionistica, in acronimo GAE, è una figura professionale del comparto del turismo che lavora in stretta interazione con l'ambiente naturale. Le guide ambientali escursionistiche accompagnano singoli o gruppi in visita alle aree di interesse ambientale, illustrandone gli aspetti naturalistici, antropici e culturali, ma senza l'uso di mezzi per la progressione alpinistica. A piedi, in bicicletta, a cavallo, canoa o kayak, con la tecnica dello snorkeling negli ambienti acquatici e in generale con qualsiasi mezzo non a motore. Svolgono la loro attività in aree protette e non, spaziando dall'accompagnamento in natura alla divulgazione e alla realizzazione di progetti di educazione ambientale.

## Contesto legislativo
La normativa nazionale di riferimento è la Legge n.4 del 14 gennaio 2013 ''Disposizioni in materia di professioni non organizzate''.
Prima di tale legge spettava alle singole regioni legiferare in tema di professioni turistiche; per questa ragione, l'attività di Guida Ambientale Escursionistica si svolge in Italia sotto diverse denominazioni (guida naturalistica ambientale, guida naturalistica, ecc.) facendo riferimento ai criteri e denominazioni non uniformi adottati a suo tempo dalle singole regioni.
È stata pubblicata il 27 agosto 2018 un'interpretazione autorevole di Carlo Alberto Graziani (giurista ed ex Presidente del Parco nazionale dei Monti Sibillini), che sta facendo da riferimento anche a circolari del Ministero dell'Ambiente agli organi di Pubblica Sicurezza, che afferma: Non è esatto che in natura, a parte le guide del parco previste specificatamente dalla legge quadro sulle aree protette, possa fare da guida “praticamente chiunque”: possono infatti essere guide solo quei professionisti in grado di offrire le garanzie previste dalla stessa legge 4/2013 o perché iscritti ad associazioni che rilasciano l’attestato di qualità e di qualificazione professionale (art. 2 e seguenti) oppure, se non aderiscono ad alcuna associazione, perché esercitano l’attività in autoregolamentazione in conformità sia con la normativa tecnica UNI ai sensi della direttiva 98/34/CE sia con le linee guida CEN 14 del 2010 (art. 6). Laddove le garanzie previste, difficilmente conseguibili senza l'iscrizione a un'associazione di categoria professionale, sono: l'assicurazione di responsabilità civile specifica per attività di accompagnamento professionale, l'aggiornamento professionale permanente attraverso un sistema di crediti formativi documentabile, poter fornire ai clienti finali uno "sportello del consumatore" esterno e indipendente.
L'accompagnamento escursionistico a titolo professionale viene ritenuto dal Collegio Nazionale Guide Alpine Italiane (Conagai) un'attività riservata ai propri aderenti e in particolare alla figura degli Accompagnatori di media Montagna (figura che è possibile istituire facoltativamente da parte delle Regioni ai sensi della L.6/89 e infatti attualmente presente in sole 9 di esse). Ma la Sentenza 459/2005 della Corte Costituzionale, ribadita da una Sentenza del TAR Piemonte del maggio 2018, afferma con chiarezza che il limite di esclusività può essere individuato solo nella progressione alpinistica e cioè quando questa avviene tramite l'utilizzo di "corde, piccozze e ramponi". Anche in presenza di terreno innevato. In tal senso è stato redatto anche un parere particolarmente approfondito dall'Avvocatura della Regione Marche, che analizza anche le normative nazionali e comunitarie sulla concorrenza, oltre a citare le sentenze 315/2013 e 98/2013 della Corte Costituzionale e spiegando che “le misure restrittive, per essere ammissibili, devono essere indispensabili, proporzionate e idonee”.  Ne consegue l’indicazione che il legislatore statale o regionale può e deve mantenere forme di regolazione dell’attività economica volte a garantire il rispetto degli obblighi internazionali e comunitari. Per evitare "che venga attribuita alla professione della guida alpina una condizione di privilegio così esclusivo da apparire di carattere sproporzionato e irragionevole rispetto all’obiettivo di garantire la sicurezza e la tutela del destinatario della prestazione del servizio".

## Associazioni professionali di categoria
In Italia, a livello numerico la più importante associazione di categoria per Guide ambientali escursionistiche è l'AIGAE (Associazione italiana guide ambientali escursionistiche), iscritta nell'elenco delle associazioni professionali del  Ministero delle imprese e del made in Italy (MIMIT)  ex  MISE (Ministero dello Sviluppo Economico) tra quelle che possono rilasciare "Attestazione di qualità" agli associati, in merito a quanto disposto dalla legge 4/2013. Fondata nel 1992, con sedi in ogni regione d'Italia, associa circa 3700 guide in tutta Italia. 
A livello nazionale, inoltre, è presente LAGAP (Libera Associazione Guide Ambientali-Escursioniste Professioniste) iscritta agli elenchi ricognitivi del MIMIT, con circa 500 guide associate.
A livello locale sono presenti inoltre diverse associazioni di rappresentanza: l'AGAE (ex AGAT) in Toscana, l'AGENVA in Valle d'Aosta, la Südtirol Wanderführer nella provincia autonoma di Bolzano - Bozen, la FederEscursionismo Sicilia in Sicilia e l'Associazione Guide Ambientali Escursionistiche Liguria (AGAEL) in Liguria, l'Associazione Guide Escursionistiche del Piemonte (GEA) in Piemonte.